# 杨郊乡
杨郊乡，是中华人民共和国辽宁省葫芦岛市连山区下辖的一个乡镇级行政单位。

## 行政区划
杨郊乡下辖以下地区：
松树卯村、松北村、上边村、下边村、缸窑村、叶家屯村和西老爷庙村。